# Dicrotendipes pilosimanus
Dicrotendipes pilosimanus är en tvåvingeart som beskrevs av Jean-Jacques Kieffer 1914. Dicrotendipes pilosimanus ingår i släktet Dicrotendipes och familjen fjädermyggor. Inga underarter finns listade i Catalogue of Life.